# Ondava
L'Ondava est une rivière de l'est de la Slovaquie. Elle forme avec la Latorica au niveau du village de Zemplín la rivière Bodrog qui se jette dans la Tisza.